# Xylokorys chledophilia
Lo xilocoride (Xylokorys chledophilia) è un artropode estinto, vissuto nel Siluriano superiore (circa 400 milioni di anni fa). I suoi resti sono stati ritrovati in Inghilterra (Herefordshire).

## Descrizione
Lungo pochi centimetri, questo animale possedeva un carapace ovoidale che ricopriva la testa e il tronco. Al centro di questo carapace era presente una struttura bombata, mentre il bordo era dotato di una flangia. La testa portava cinque paia di appendici; di queste, il primo paio era costituito da un solo ramo con proiezioni nella parte anteriore, mentre le altre paia erano biramate come quelle di molti artropodi primitivi. La bocca (ipostoma) era posta ventralmente e di forma vagamente rettangolare. Lungo il tronco erano presenti circa 35 paia di appendici biramate, che comprendevano un ramo esterno (esopodo) lungo e sottile con numerosi filamenti, e uno interno (endopodo) a forma di nastro con estremità simili a pagaie.

## Classificazione
Questo strano artropode è stato paragonato ad altri animali enigmatici del Paleozoico, i cosiddetti marrellomorfi, il cui più noto rappresentante (Marrella) proviene dal ben noto giacimento cambriano di Burgess Shales. Xylokoris, in ogni caso, sembra più simile a Vachonisia rogeri, del Devoniano inferiore della Germania, ed è stato il primo marrellomorfo ad essere descritto proveniente da strati del Siluriano.

## Stile di vita
È possibile che Xylokoris fosse un animale di fondale e che conducesse un tipo di vita bentonico. Probabilmente si nutriva di particelle che raccoglieva e filtrava sul fondo, ma può darsi che potesse occasionalmente nutrirsi di minuscoli invertebrati.